# ライトスタッフ (ゲーム会社)
ライトスタッフ（Right Stuff）は、かつて東京都に存在した日本のゲームソフト開発会社である。

## 概要
パンドラポックス社長の飯島健男の元へ、グローディアに所属していた一部スタッフが合流した後に設立された。当初、企画・開発スタッフがパンドラボックスに所属した上で販売などの事務的業務をライトスタッフが担当することになり、ブランドデビュー作のPC-98用RPG『アルシャーク』が1991年1月25日発売予定となっていた。しかし同年2月、不透明な経費の問題、業務の増加、社内スタッフの対立などが理由でパンドラボックスとライトスタッフは独立することになり、飯島は後者の社長を辞任して『アルシャーク』のメインスタッフはライトスタッフへ移動し、同作は同年5月に発売された。
数度に渡るスタッフの離脱などを経た後、PCエンジン用RPG『アルナムの牙 獣族十二神徒伝説』が制作・販売された。当初、次回作の予告も含めた内容として発売予定だった作品を開発の遅延などの理由によりジャンルをアドベンチャーゲームに変更したPlayStationへの移植版、再びRPGとして発売した続編『アルナムの翼 焼塵の空の彼方へ』はいずれも売り上げが振るわず、1999年には会社を清算し、解散となった。

## 作品

### ゲームソフト
- アルシャーク
  - PC-98版 （1991年5月24日 / 発売：ライトスタッフ）
  - X68000版 （1991年11月15日 / 発売：ライトスタッフ）
  - FM TOWNS版 （1993年5月28日 / 発売：ライトスタッフ）
  - MEGA-CD版 （1993年11月26日 / 発売：ポリドール、サンドストーム）
  - PCエンジンCD-ROM2版 （1994年8月26日 / 発売：ビクターエンタテインメント）
- テラフォーミング （CD-ROM2 / 1992年5月1日）
- ティラムバラム （PC-98 / 1992年11月7日 / 発売：ライトスタッフ）
- フィーンドハンター （CD-ROM2 / 1993年1月29日）
- ソードマスター （CD-ROM2 / 1993年11月19日）
- フラッシュハイダース （CD-ROM2 / 1993年12月19日 / 発売：ライトスタッフ）
- エメラルドドラゴン （CD-ROM2 / 1994年1月28日 / 発売：NECホームエレクトロニクス） - 制作協力
- レヴァリィ 誘いの魔水晶 （PC-98 / 1994年3月10日 / 発売：ライトスタッフ）
- フォーサイト・ドリィ （PC-98 / 1994年11月11日 / 発売：ライトスタッフ）
- アルナムの牙 獣族十二神徒伝説
  - PCエンジン版 （1994年12月22日 / 発売：ライトスタッフ）
  - PlayStation版 （1996年2月2日 / 発売：ライトスタッフ）
- ダンジョンハック（Dungeon Hack）
  - 日本語版 PC-9821版 （1995年3月31日）
  - 日本語版 PC-98版 （1995年7月7日）
- THE TV SHOW!! （CD-ROM2 / 1995年9月29日）
- バトルタイクーン （スーパーファミコン / 1995年5月19日 / 発売：ライトスタッフ）
- ジョッキーゼロ （PlayStation / 1996年11月1日 / 発売：ライトスタッフ）
- ブルーフォレスト物語 風の封印
  - 3DO版 （1996年4月26日）
  - PlayStation版 （1996年12月6日）
- アルナムの翼 焼塵の空の彼方へ （PlayStation / 1997年12月15日 / 発売：ライトスタッフ）
- 秘密結社Q （PlayStation / 1998年7月30日 / 発売：ライトスタッフ）

### 音楽CD
- アルシャーク （1991年9月21日 / 発売：ビクター音楽産業）
- ティラムバラム （1992年11月21日 / 発売：アポロン）
- フィーンドハンター （1993年4月1日 / 発売：ポリドール）
- アルシャークイメージソング「スターティング・オーバー」／PUFF （1993年7月21日 / 発売：ポリドール）
- メガCDアルシャーク・オリジナル・サウンド・トラック （1993年10月1日 / 発売：ポリドール）
- BLUE -BEST of RIGHT STUFF- （1994年11月26日 / 発売：ポリドール）
- アルナムの牙 （1995年6月1日 / 発売：ポリグラム）
- ブルーフォレスト物語 風の封印 （1996年4月1日 / 発売：ポリグラム）

## その他
- 会報として『RSのどいつもこいつも!!』を発行していた。